# Lower.com球場
Lower.com球場是一座位於美國俄亥俄州哥倫布的足球專用體育場。它主要作為美國職業足球大聯盟哥倫布機員的主場，取代了俱樂部以前的主場曼弗雷球場。

## 歷史
新體育場的建設原定於2019年夏季開始，後來改期至2019年10月10日破土動工。新體育場建成後，曼弗雷球場將重新開發為哥倫布機員的訓練中心和社區體育公園。

## 國際賽

### 男子賽事
| 日期           | 球隊#1 | 結果 | 球隊#2 | 賽事                       | 觀眾 |
| -------------- | ------ | ---- | ------ | -------------------------- | ---- |
| 2021年10月13日 | 美国   | TBD  |        | 2022年國際足總世界盃外圍賽 | TBD  |

## 外部連結
- 官方网站
- 维基共享资源上的相關多媒體資源：Lower.com球場